# Alberto Conrad
Alberto Conrad Machuca (* 26. März 1910 in Riberalta; † unbekannt) war ein bolivianischer Schwimmer.

## Karriere
Conrad nahm 1936 als erster bolivianischer Sportler an Olympischen Spielen teil. In Berlin war er Fahnenträger Boliviens und erreichte in seinem Vorlauf über 100 m Freistil den siebten Rang.